# Porsestraße 1, 3

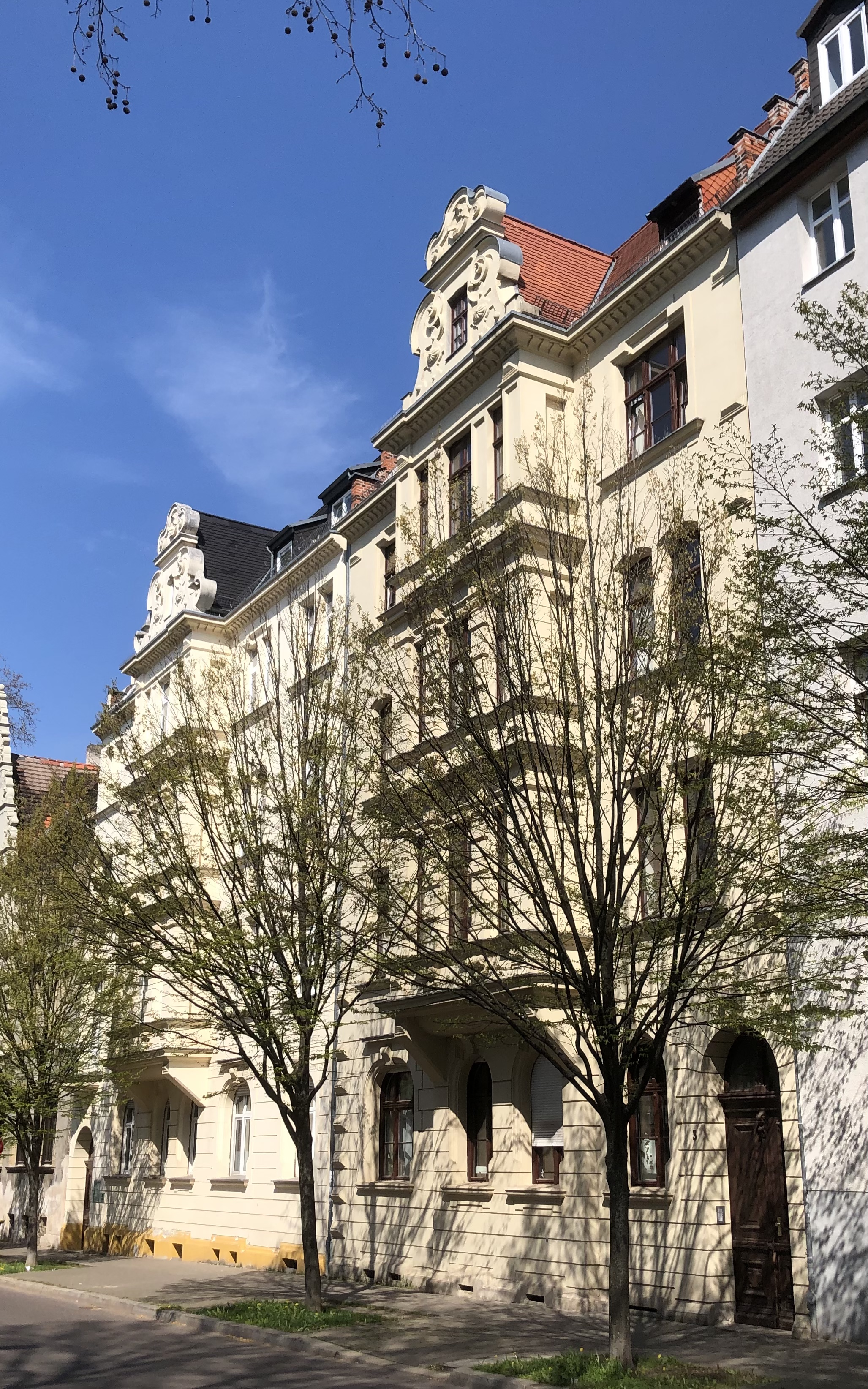
Porsestraße 1, 3 im Jahr 2021

Das Gebäude Porsestraße 1, 3 ist ein denkmalgeschütztes Wohnhaus in Magdeburg in Sachsen-Anhalt.

## Lage
Es befindet sich auf der Ostseite der Porsestraße, nahe ihrem nördlichen Ende und der Einmündung in die Schönebecker Straße im Magdeburger Stadtteil Buckau.

## Architektur und Geschichte
Die beiden viergeschossigen verputzten Mehrfamilienhäuser entstanden 1893 im Stil der Neorenaissance. Errichtet wurden sie vom Maurermeister Andreas Böttcher, der zugleich auch Eigentümer war. Böttcher baute zeitgleich auch das benachbarte Haus Schönebecker Straße 2. Die Fassaden werden jeweils durch einen dreigeschossigen und dreiachsigen Kastenerker vor den Obergeschossen geprägt. Oberhalb der Erker ist jeweils ein Dacherker angeordnet. Die Dacherker sind üppig mit Voluten verziert. Die sehr ähnlich gestalteten Haushälften unterscheiden sich insoweit, als die nördlichere Hausnummer 1 über jeweils eine zusätzliche äußere Achse verfügt.
Im örtlichen Denkmalverzeichnis ist das Wohnhaus unter der Erfassungsnummer 094 70969 als Baudenkmal verzeichnet.
Der Gebäudekomplex aus der Zeit des Historismus gilt gemeinsam mit den nördlich anschließenden Gebäuden als städtebaulich bedeutsam.